# Santiago Revilla Herranz
Santiago Revilla Herranz (Mejorada del Campo, 24 d'abril de 1972) és un exfutbolista madrileny, que ocupava la posició de davanter.

## Trajectòria
Va romandre la major part de la seua carrera a equips de Segona Divisió B i Tercera Divisió. La temporada 97/98 qualla una bona temporada a les files del CP Moralo, amb qui marca 16 gols. Això li val perquè l'incorpore el Deportivo Alavés l'any següent. Amb els bascos hi debuta a la màxima categoria, però només hi apareix en set ocasions. Finalitza eixa campanya 98/99 a les files del CD Badajoz, de Segona Divisió, on marca un gol en dotze partits.
Des del 1999 fins a la seua retirada tres anys després, retornaria a la Segona Divisió B.

### Equips
- 91/92 Rayo Vallecano Juvenil
- 92/93 Valdepeñas CF
- 93/95 RCD Carabanchel
- 95/96 AD Torrejón
- 1996 CF Fuenlabrada
- 1997 CD Tenerife B
- 97/98 CP Moralo
- 1998 Deportivo Alavés
- 1999 CD Badajoz
- 99/01 AD Ceuta
- 01/02 CD Toledo